# Championnat d'Asie et d'Océanie de volley-ball masculin 1975
Navigation
Édition suivante
Le 1er championnat d'Asie et d'Océanie de volley-ball masculin s'est déroulé du 17 au 28 août 1975 à Melbourne, Australie. Il a mis aux prises les sept meilleures équipes continentales.

## Classement final
| Place              | Équipe           |
| ------------------ | ---------------- |
| Médaille d'or      | Japon            |
| Médaille d'argent  | Corée du Sud     |
| Médaille de bronze | Chine            |
| 4                  | Australie        |
| 5                  | Philippines      |
| 6                  | Indonésie        |
| 7                  | Nouvelle-Zélande |